# Luttelherpt
Luttelherpt is een buurtschap in de gemeente Heusden, in de Nederlandse provincie Noord-Brabant. Het is gelegen ten noordoosten van het dorp Herpt.
De oudst bekende vermelding van Luttelherpt (Luttel-Herpht) dateert uit 1281. De buurtschap viel een tijdlang onder het dorp Hedikhuizen. Het Oude Maasje vormde de scheiding tussen Herpt en Luttelherpt. Pas toen een deel van Hedikhuizen in 1935 werd toegevoegd aan de gemeente Heusden, werd Luttelherpt formeel onderdeel van het dorp Herpt.
Onder de buurtschap worden gerekend; de Luttelherptseweg, Groenewoud en de Groenstraat tot aan de landerijgrens net voorbij de T-splitsing van de Lambertusstraat.
In de buurtschap was van 1907 tot 1963 de zuivelfabriek Sint-Isidorus gevestigd. Een bekende inwoner van de buurtschap is de journalist Jan Tromp, die er in 2007 kwam wonen.
Dorpen: Doeveren · Drunen · Elshout · Haarsteeg · Hedikhuizen · Heesbeen · Herpt · Heusden · Nieuwkuijk · Oudheusden · Vlijmen

Buurtschappen en gehuchten: De Hoeven · Fellenoord · Giersbergen · Kuiksche Heide · Luttelherpt · Voordijk · Wolfshoek

Noord-Brabant: Steden en dorpen      Nederland: Provincies · Gemeenten